# Supercondensator

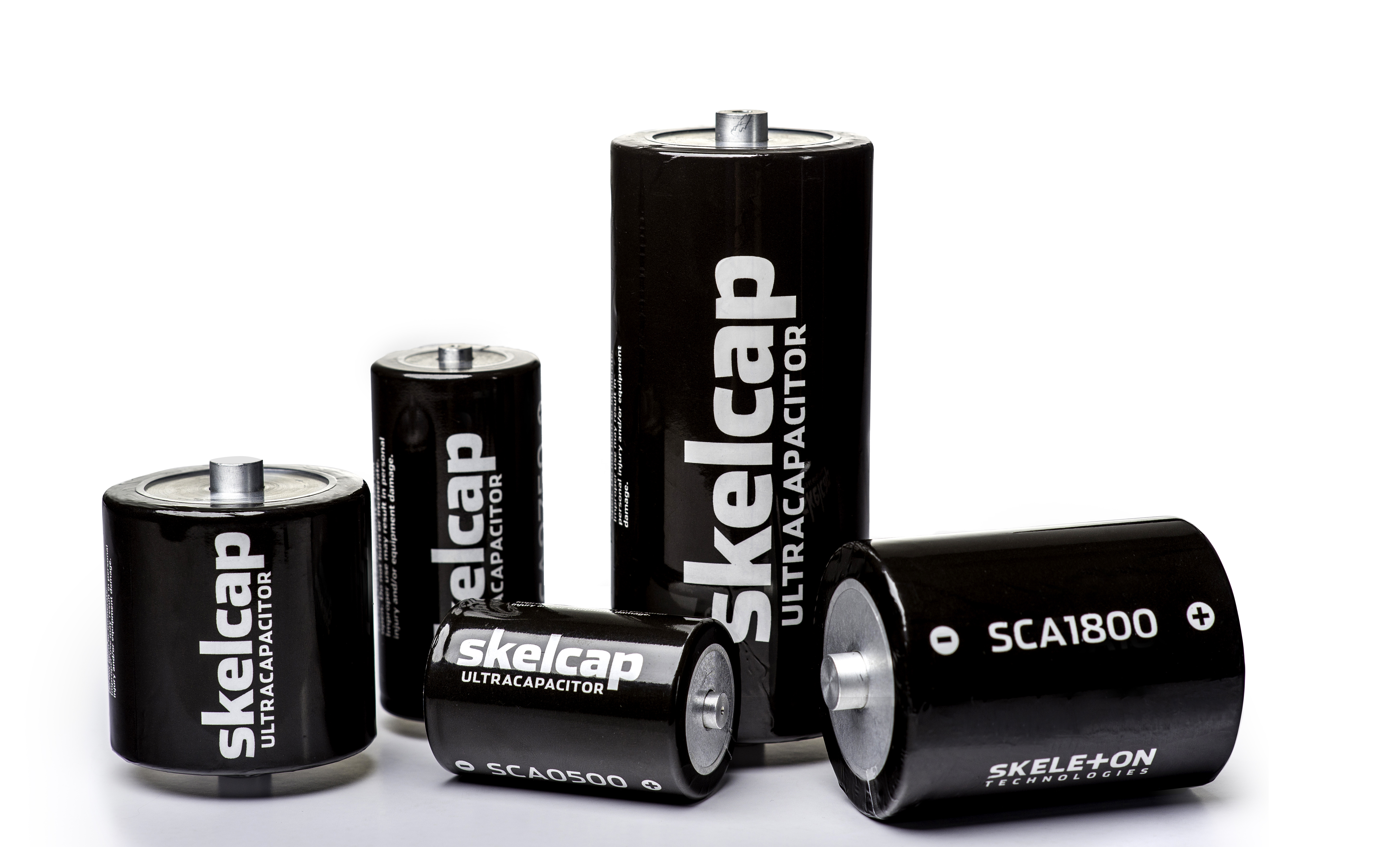

Un supercondensator este un tip de condensator electric cu capacitate electrică mult mai mare ca a unui condensator electric obișnuit.
Poate fi folosit ca sursă auxiliară de electricitate la pornirea motoarelor convenționale cu ardere internă putând furniza curenți intenși demarorului și timpul de reîncărcare este foarte scurt, spre deosebire de acumulatori iar randamentul este de 100 %. Însă până în 2008 nu existau supercondensatoare de mare capacitate pentru comercializare.

## Proprietăți
Datorită faptului că grosimea stratului dublu electric (adică distanța dintre plăcile condensatorului) este extrem de redusă datorită utilizării electroliților și suprafața materialelor poroase de acoperire este colosală, energia electrică stocată la încărcare de ionistor este mai mare comparativ cu condensatorii convenționali de aceeași mărime. În plus, utilizarea unui strat dublu electric în locul unui dielectric convențional permite creșterea suprafeței electrodului. 
O capacitate tipică pentru ionistori - este într-un interval de la câțiva farazi până la sute de de farazi la o tensiune electrică nominală de 2-10 volți.
O problemă a supercondensatorilor este autodescărcarea, mai mare ca la acumulatori.